# 999 (EP)
999 è il sesto album in studio (ep) del rapper italiano Ntò in formato digitale. Pubblicato il 10 giugno 2022 dall'etichetta discografica Stirpe Nova.

## Tracce
1. Senza ‘e te (feat. Marco Calone) – 3:35
2. TVB – 2:44
3. Guagliun Sant – 2:45
4. Amiezavj – 3:20
5. Doje vote – 2:52
6. Segreto – 2:48
7. Love Song – 3:25

## Formazione
- Ntò – voce
- Marco Calone – voce aggiuntiva (traccia 1)
- Cashfloe – prod. (traccia 7)
- Reynar Blume – prod. (traccia 2, traccia 3, traccia 4, traccia 5, traccia 6)
- Dj Klonh – prod. (traccia 1)